# Jamaica Hills
Jamaica Hills ist ein ruhiges Wohnviertel im Zentrum des Stadtbezirks Queens, New York City.

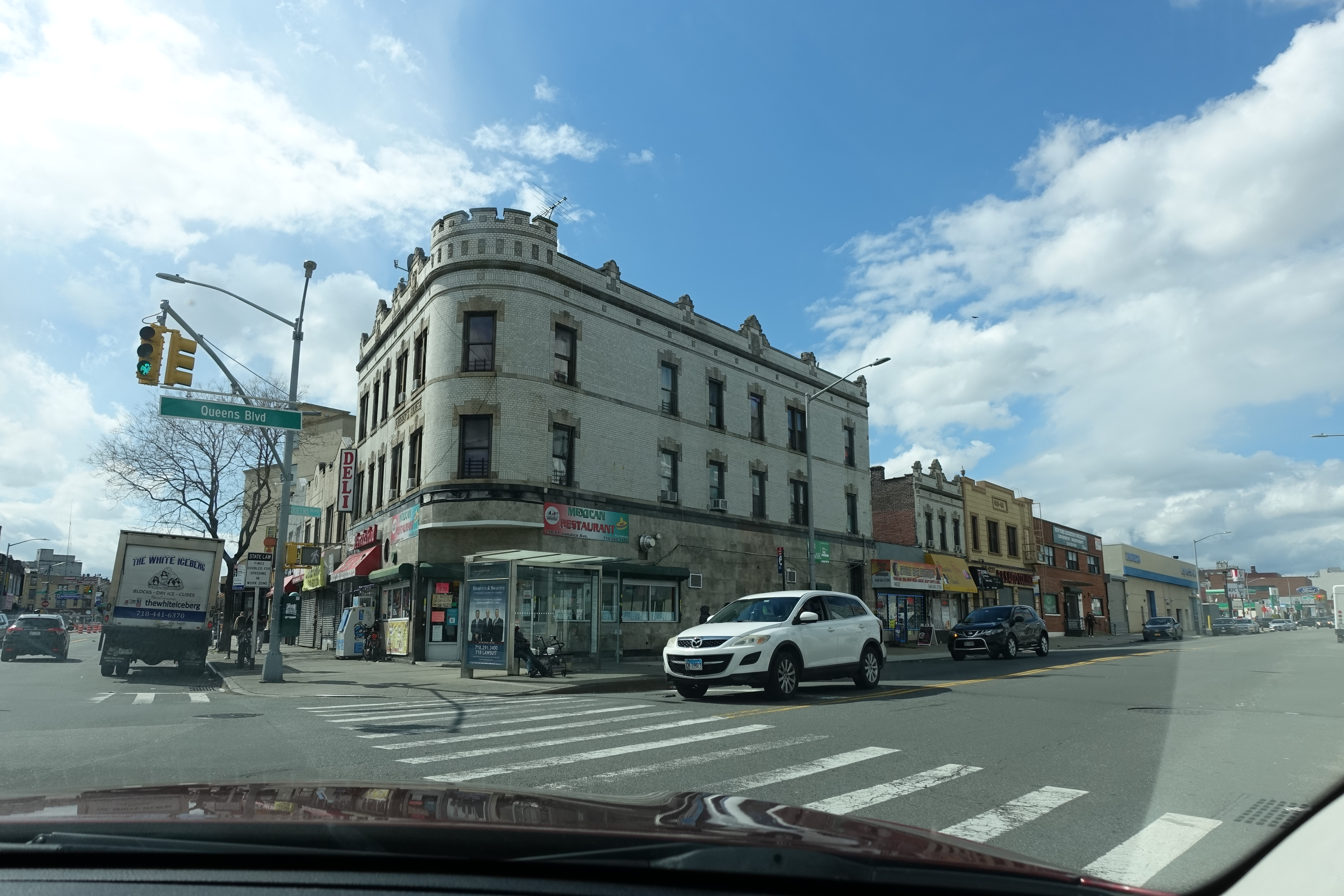
138-21 Jamaica Avenue, an der nordwestlichen Ecke von Jamaica Avenue und Queens Boulevard

## Lage und Geografie
Das Viertel liegt auf einer Endmoräne mit sanften Hügeln und beherbergt mit dem Captain Tilly Park eine grüne Oase mit Teich und Spazierwegen. Es grenzt nördlich an Hillcrest, östlich an Jamaica Estates, südlich an Jamaica und westlich an Briarwood.

## Demografie
Jamaica Hills ist ethnisch sehr gemischt, mit großen südasiatischen, karibischen, zentralamerikanischen und chinesischen Communities. Die Einwohnerzahl von Jamaica Hills wird für 2025 auf etwa 20.000 geschätzt, basierend auf Daten der Stadt New York. Die Bevölkerungszahl ist in den letzten Jahren stabil geblieben.

## Geschichte
Jamaica Hills entwickelte sich im 20. Jahrhundert als Wohngebiet für Menschen, die aus anderen Teilen von Queens und Brooklyn zuzogen. Besonders nach 1964 wurde das Viertel zunehmend multikulturell, als viele neue Einwanderergruppen hier ein Zuhause fanden.

## Berühmte Persönlichkeiten
Jamaica Hills ist der Geburtsort von US-Vizepräsidentin Kamala Harris, die hier ihre Kindheit verbrachte, bevor ihre Familie nach Kanada zog.

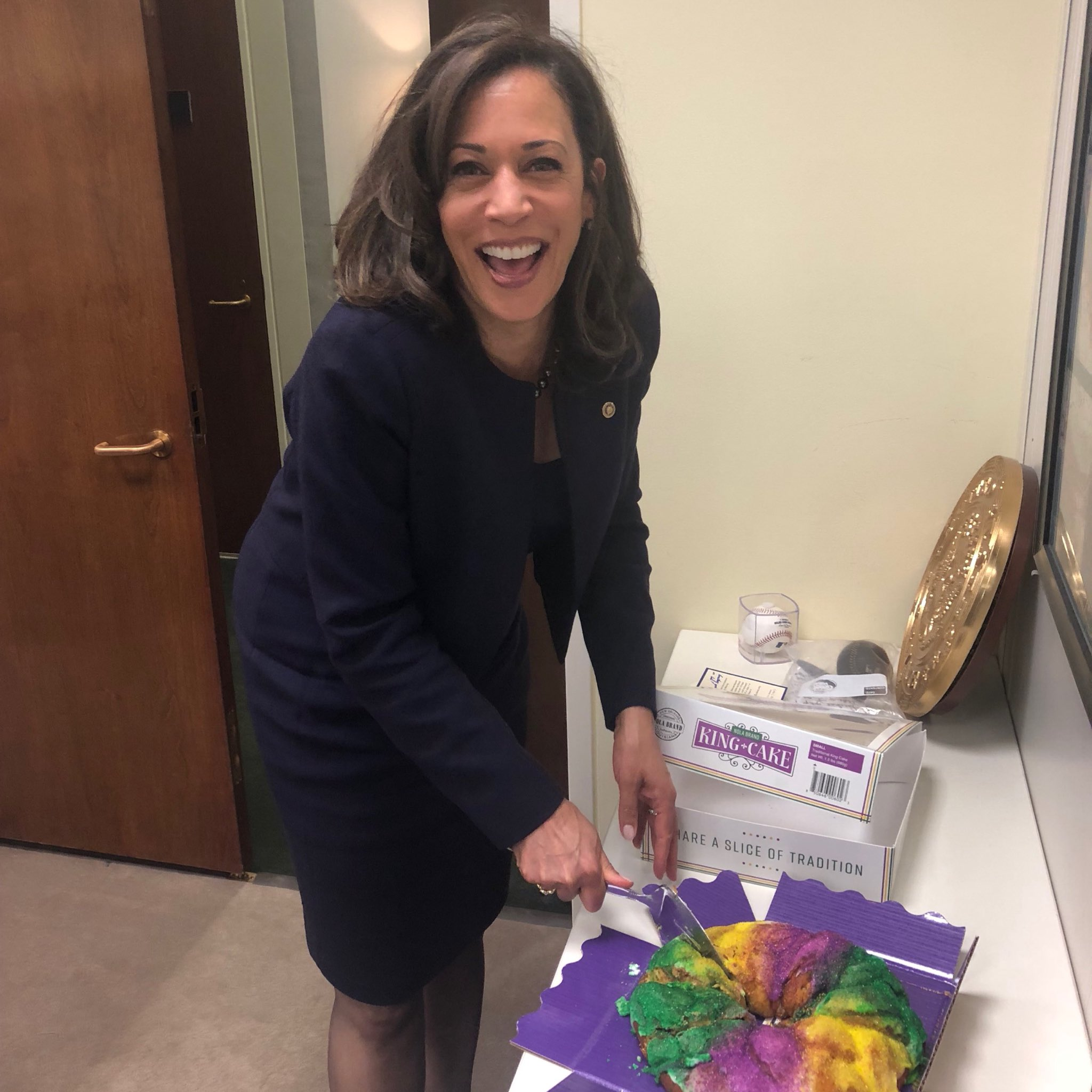
Kamala Harris (2024)